# تياتيانينغ
تياتيانينغ هي مدينة في ليسوتو، تقع في مقاطعة بيريا، وهي عاصمتها، بلغ عدد سكانها 75,115 نسمة.